# Kennedy Nagoli
Kennedy Nagoli (Salisbury, atual Harare, 24 de maio de 1973), conhecido apenas como Kennedy, é um ex-futebolista do Zimbábue.

## Carreira
Nagoli se formou nas categorias de base do Dynamos, de seu país natal, até ser descoberto por um olheiro do Jomo Cosmos, da vizinha África do Sul, para onde se transferiu em 1991 e começou a jogar profissionalmente. Pelo clube ganhou destaque sendo eleito entre os 11 melhores jogadores da South African Soccer League, ganhando certa notoriedade.
Após uma visita ao país para encontrar Nelson Mandela, Pelé viu o jogador atuando e o levou a Santos para jogar no clube homônimo. Chegou ao clube junto do sul-africano Arthur Zwane por empréstimo gratuito. No clube, conquistou o título do Torneio de Verão, em cima do Corinthians, e foi o autor de um dos gols da final. Teve uma rápida passagem, sem muito sucesso, pelo time da baixada santista, mas foi o suficiente para se tornar o primeiro africano a jogar no Santos.
Depois, se transferiu para o futebol europeu, atuando por equipes médias de Grécia e Chipre, onde atuou até o ano de 2006, quando jogou seu último jogo e teve uma séria contusão no joelho.
Kennedy treinou e fez recuperação física no Dynamos, o clube formador, ainda tentando firmar um contrato profissional, com o objetivo de encerrar sua carreira no clube de seu país natal. Também houve especulação de que Nagoli poderia atuar por um outro clube do país, o DeMbare, onde atuariam alguns de seus amigos da época de seleção sub-23 do Zimbábue, mas não houve acerto oficial. Com isso, encerrou a carreira.

### Seleção Nacional
Kennedy atuou pela seleção sub-23 de seu país na All-Africa Games disputada no Egito, em 1991, quando o Zimbábue ficou em quarto lugar. Depois, disputou várias partidas amistosas e de eliminatórias para Copa do Mundo e Copa das Nações Africanas, sem muito sucesso com o time de seu país.